# Neiyyur
Neiyyur é uma panchayat (vila) no distrito de Kanniyakumari, no estado indiano de Tamil Nadu.

## Demografia
Segundo o censo de 2001,  Neiyyur  tinha uma população de 9479 habitantes. Os indivíduos do sexo masculino constituem 49% da população e os do sexo feminino 51%. Neiyyur tem uma taxa de literacia de 83%, superior à média nacional de 59.5%: a literacia no sexo masculino é de 83% e no sexo feminino é de 82%. Em Neiyyur, 10% da população está abaixo dos 6 anos de idade.